# Fasanenplatz
Der Fasanenplatz liegt im Berliner Ortsteil Wilmersdorf. An ihm münden die Schaper-, die Ludwigkirch- und die Meierottostraße. Die Fasanenstraße kreuzt ihn.

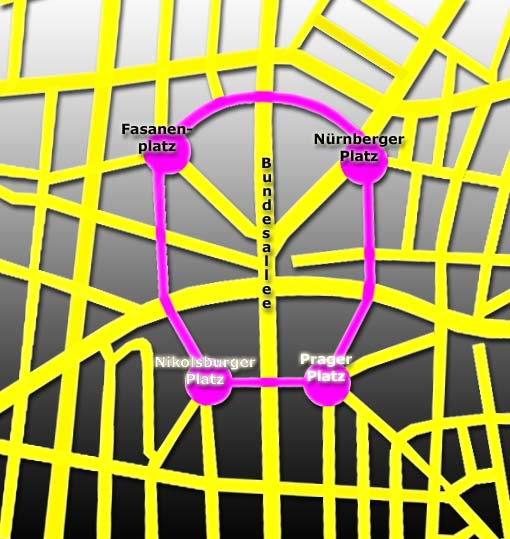
Der Fasanenplatz in der (hier rot eingezeichneten) „Carstenn-Figur“

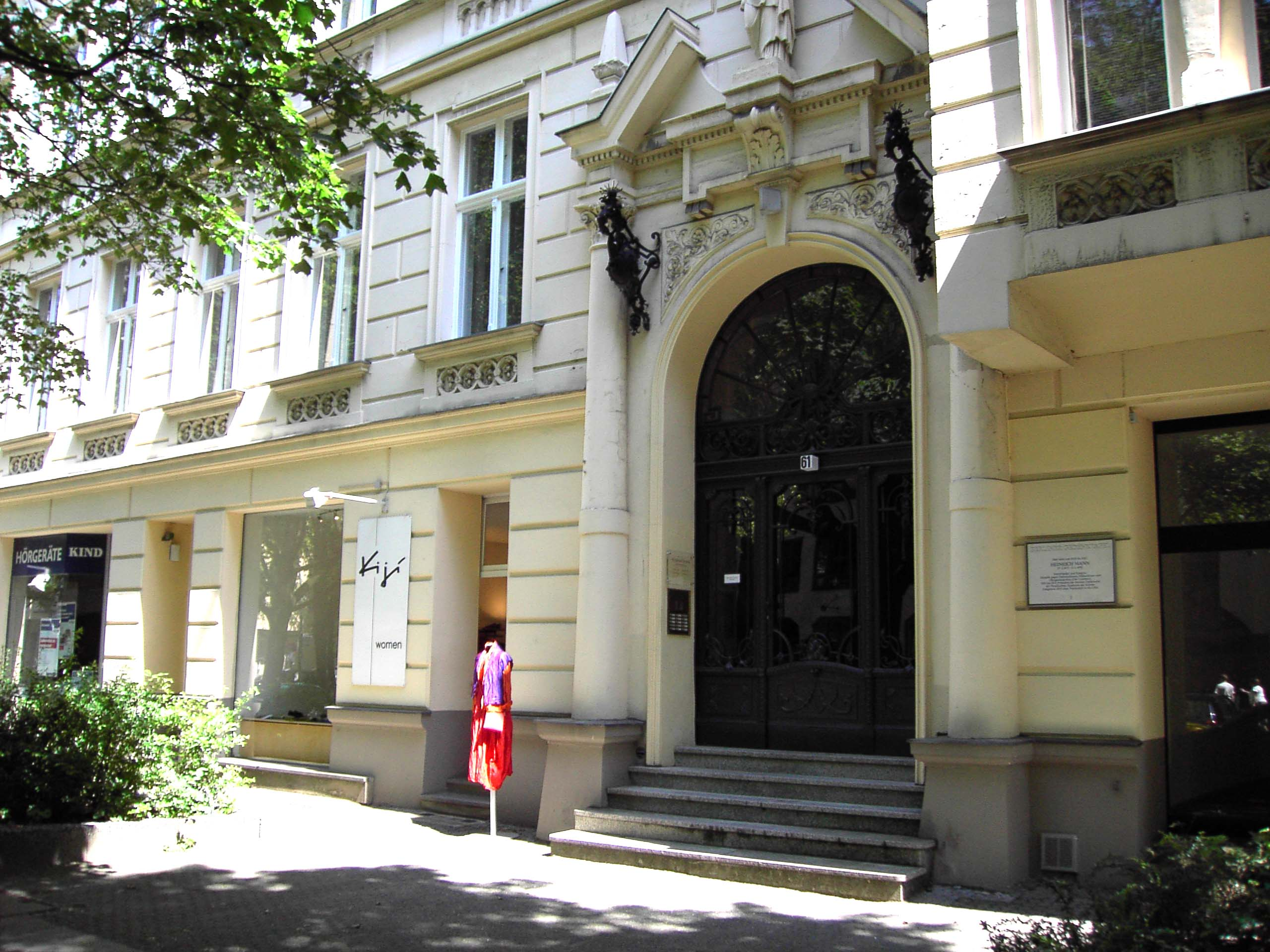
Wohnhaus Heinrich Manns

Er wurde 1870 von Johann Anton Wilhelm von Carstenn als nordwestlicher Repräsentations- und Schmuckplatz in der von ihm konzipierten „Carstenn-Figur“ gebaut, einem städtebaulichen Ensemble, zu dem der Nürnberger, Prager und Nikolsburger Platz gehören. Seit 1880 befindet sich  die Rückseite des Joachimsthalschen Gymnasiums an seinem östlichen Rand. Ein ehemaliges Lehrerhaus steht noch heute am Platz und wird inzwischen als Kindertagesstätte genutzt. Seinen heutigen Namen erhielt der Platz im November 1901. In dieser Zeit wurden dort Gebäude im Stil der späten Gründerzeit errichtet sowie eine Mittelinsel mit Rasen und Bäumen angelegt.
Im Zweiten Weltkrieg zerstörten Bombardements und Feuer die nördliche und die westliche Randbebauung bis auf das Lehrerhaus. Im Rahmen der Internationalen Bauausstellung 1984 wurde der Platz neu gestaltet: Der Kreisverkehr wurde abgeschafft, der Platz durch Pflasterung verkehrsberuhigt und mit hölzernen Bänken versehen. An der Nordseite errichtete der Architekt Gottfried Böhm ein siebengeschossiges Gebäude mit überkuppelten Erkern. Am 31. Mai 1989 wurde eine vom Künstler Rolf Lieberknecht gestaltete Wasserstele aus Edelstahl und Glas aufgestellt. Durch diese Maßnahmen erhielt der Platz einen Charakter mit höherem Aufenthaltswert und wurde zum Gegenbild eines funktionalistischen und autogerechten Städtebaus.
Am Fasanenplatz und in den umliegenden Straßen lebten viele Künstler und Intellektuelle. Prominenteste Bewohner am Platz waren der Schriftsteller Gerhart Hauptmann und der Präsident der Sektion Dichtkunst der Preußischen Akademie der Künste, Heinrich Mann. Hauptmann lebte dort Mitte der 1890er Jahre im heutigen Haus Fasanenstraße 39, Mann wohnte wenige Schritte südlich, im Haus Fasanenstraße 61, von 1932 bis 1933. Er frequentierte die nahe gelegenen Nachtlokale, in denen er die Animierdame Nelly Kröger kennenlernte, die er 1939 heiratete. Wenige Meter nördlich des Platzes nahm der Schriftsteller Arno Holz von 1893 bis 1896 sein Domizil.
Im März 1955 eröffnete am Fasanenplatz die Galerie Bremer, deren von Hans Scharoun entworfene asymmetrische Hinterzimmer-Bar ein Künstler- und Journalistentreffpunkt wurde. Stammgäste waren Bernhard Heiliger, Heinz Trökes, Friedrich Luft und Lothar Loewe.
Am Fasanenplatz befand sich in den späten 1960er Jahren mit dem Szene-Treff Unergründliches Obdach für Reisende ein beliebter Treffpunkt der sogenannten „Haschrebellen“.